# 木満致
木 満致（もく まんち）は、『百済記』や『日本書紀』に伝わる5世紀頃の百済官人。
百済将軍の木羅斤資の子で、百済の国政を執ったとされる。

## 記録
出自の木氏（もくし）は、『隋書』百済伝において百済の大姓八氏の1つに挙げられる氏族である。
『日本書紀』応神天皇25年条によると、百済の直支王（第18代腆支王）が薨じてその子の久爾辛（第19代久尓辛王）が即位すると、王が幼少であったため木満致が政治を行なった。しかし満致が王の母と密通などをはたらいたため、応神天皇が満致を召し出したという。
同条では続けて『百済記』（百済三書の1つ：非現存）の記述を引用する。その中で、木羅斤資が新羅を討った際にその国の女を娶って生んだ子が木満致であるとする。そして父の功によって任那の政治を行なったほか、百済・日本の間を往来して日本の朝廷の命を受けているとして百済の政治を執り、君主のような権勢を誇った。しかしその暴政が日本に聞こえたため、日本の朝廷に召し出されたという。
なお『三国史記』「百済本紀」蓋鹵王21年（475年）条では、高句麗からの攻撃を受けた蓋鹵王（第21代王）が南方に王子（第22代文周王）を送ったとするが、王子に同行した中に「木刕満致」の名が存在する。これと木満致とを同一人物とする説がある一方、年代が大きく隔たるため別人とする見解が強い。

## 考証
木満致が活躍した年代として、記事に見える腆支王（直支王）の死去年については史料で異同がある。『三国史記』「百済本紀」では西暦420年とするが、『日本書紀』の紀年では応神天皇25年は西暦294年となり、応神天皇紀では一般的な干支2運の繰り下げを行なっても西暦414年となり6年の誤差が存在する。また『宋書』では「百済国伝」において420年・424年の映（腆）の遣使、映の死去を受けた430年の毗（第20代毗有王）の遣使を伝えるほか、『宋書』本紀では429年の百済王の遣使を伝えるため、これらによると西暦429年から430年の間の死去となる（『宋書』で久尓辛王は登場しない）。
記事では、父の木羅斤資が百済将軍として大加耶を復興したのを受けて木満致が同地域の政治を執ったとあるが、実際には木満致が百済側で大伽耶問題に専門的にあたった程度に過ぎないと推測される。木満致が百済の国政を握ったことについても不詳であり、疑義が指摘される。
木満致に関しては、5世紀中頃の蘇我満智（そがのまち）と音が通じることからこれらを同一人物と考え、木満致が日本に渡来して蘇我氏を興したとする説が知られる。これは、応神天皇25年を干支3運繰り下げると西暦474年となって蓋鹵王21年（475年）にほぼ等しいことから、木満致の日本への召し出しと文周王・木刕満致の「南」への派遣を同一視した説で、蘇我氏の開明性はこのように渡来系氏族であったことにより生じたと説明される。しかし、応神天皇紀は通常干支2運を繰り下げるべきこと、木満致・木刕満致や蘇我満智の所伝年代は開きがあり全てを同一人物と見なせないこと、大姓の「木」を捨てる根拠が希薄であること、秦氏・漢氏が渡来系を称するので当時の情勢として出自を偽ることは不可能と見られること、そもそも文周王は文脈上は新羅に向かったと見られることなどから、否定される向きが強い（詳細は「蘇我氏」も参照）。